# Ventisquero Viedma
Ventisquero Viedma är en glaciär i Argentina och Chile. Den ligger i den södra delen av landet, 2 000 km sydväst om huvudstaden Buenos Aires. Ventisquero Viedma ligger 1 095 meter över havet.
Terrängen runt Ventisquero Viedma är kuperad österut, men västerut är den platt. Trakten runt Ventisquero Viedma är nära nog obefolkad, med mindre än två invånare per kvadratkilometer.. Det finns inga samhällen i närheten. 
Trakten runt Ventisquero Viedma är permanent täckt av is och snö.